# Blindia immersa
Blindia immersa är en bladmossart som beskrevs av George Osborne King Sainsbury 1952. Blindia immersa ingår i släktet blindior, och familjen Seligeriaceae. Inga underarter finns listade i Catalogue of Life.